# Cemitério Wannsee

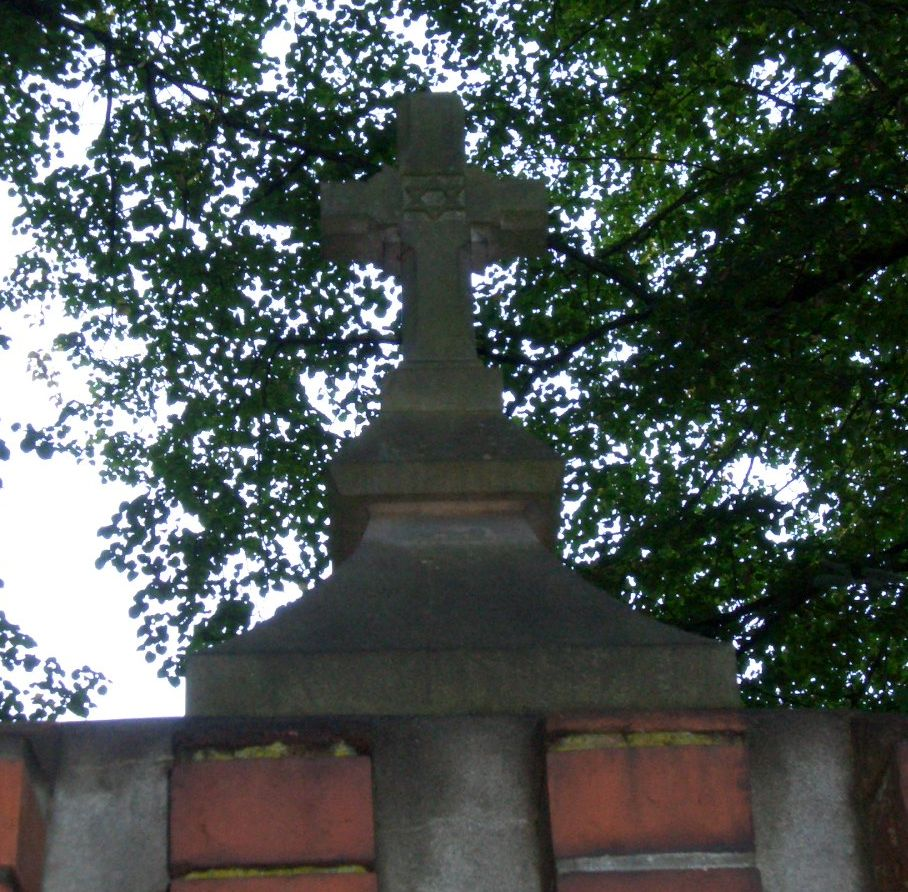
Estrela de Davi em uma cruz cristã no muro do cemitério

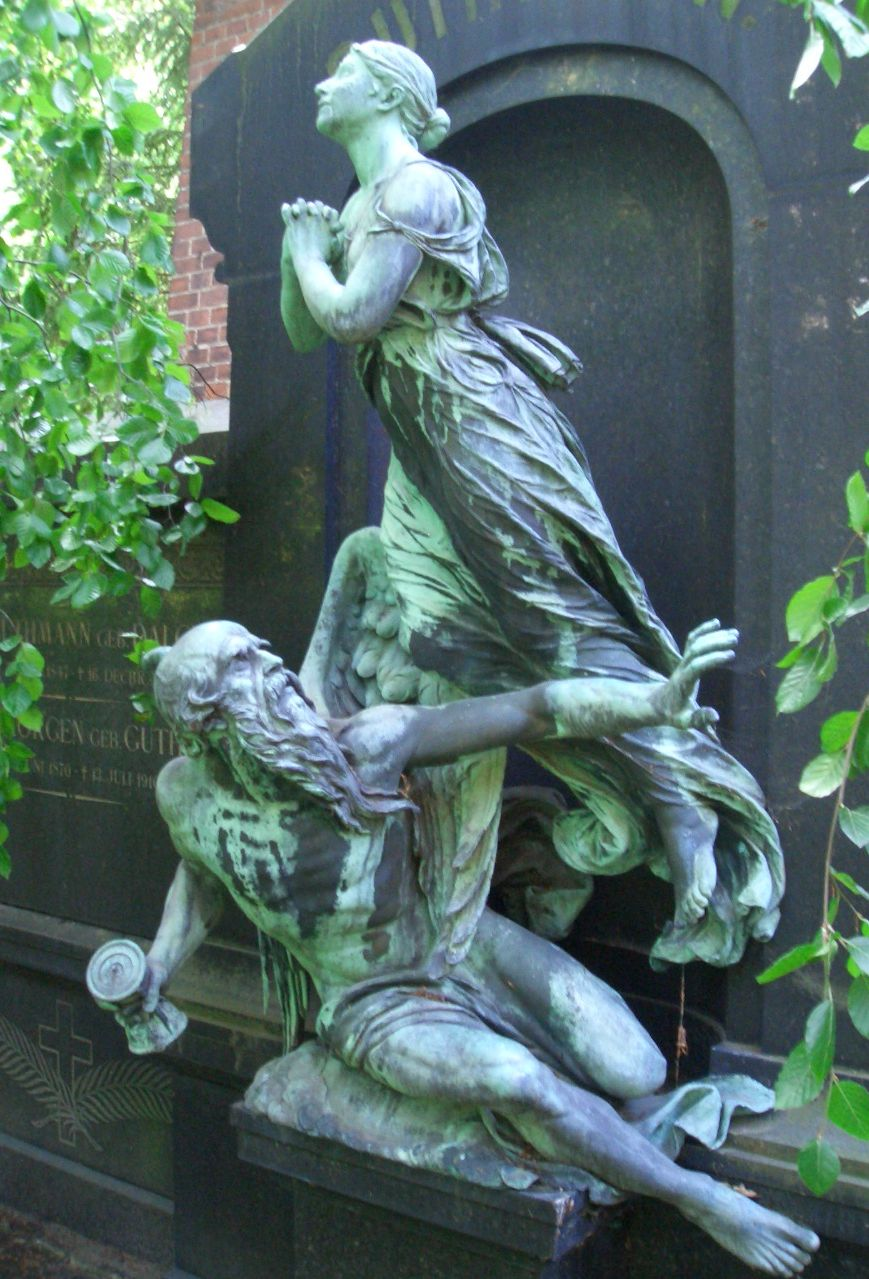
Esculturas de bronze de Ernst Westphal, 1899, sepultura de Guthmann

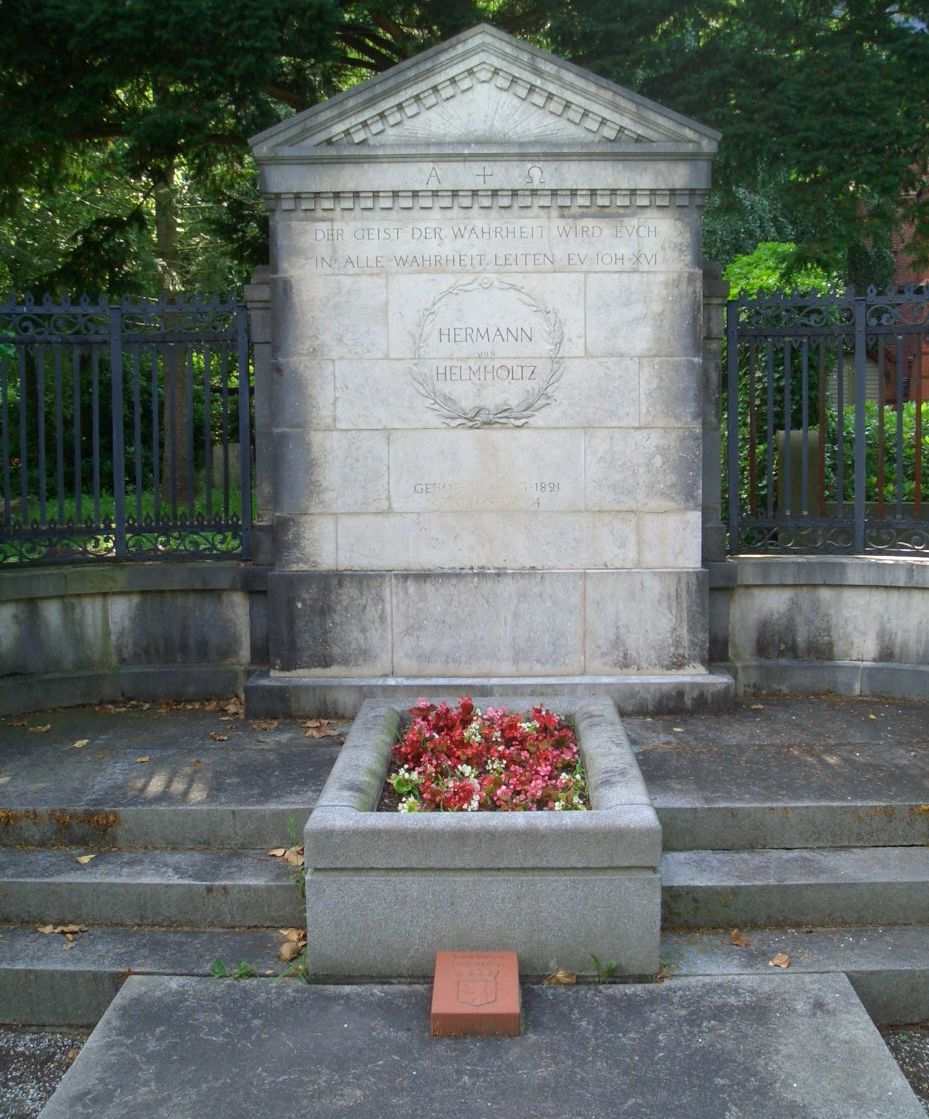
Sepultura honorária de Hermann von Helmholtz

O Friedhof Wannsee, Lindenstraße é um cemitério localizado no distrito de Berlin-Wannsee, Lindenstraße 1–2.

## Personalidades
(* = Sepultura honorária de Berlim)
- Eduard Arnhold* (1849–1925), barão do carvão, mecenas e colecionador de artes
- Karl Bernhard (1859–1937), engenheiro de pontes
- Albert Bessler (1905–1975), ator
- Wilhelm Conrad* (1822–1899), banqueiro
- Hermann Ende* (1829–1907), arquiteto
- Nelson Faßbender, fabricante de chocolates com 50 filiais
- Hermine Feist (1855–1933), colecionadora de porcelana, filha do atacadista de carvão Caesar Wollheim, morreu pobre
- Hermann Emil Fischer* (1852–1919), químico, Nobel de Química
- Richard Greeff* (1862–1938), oculista, diretor da Clínica de Olhos da Charité
- Robert Guthmann, coproprietário da Kalksteinbruch Rüdersdorf
- Martin Hahn* (1865–1934), diretor do "Hygienisches Institut Berlin"
- Johann Hamspohn (1840–1926), político, diretor da AEG
- Hermann von Helmholtz* (1821–1894), fisiologista e físico (com pequeno cemitério privado com membros da família Siemens)
- Oscar Huldschinsky (1846–1931), empresário e mecenas da "Berliner Museenlandschaft"
- Franz Oppenheim (1852–1929), químico, diretor da Agfa
- Johannes Otzen* (1834–1911), arquiteto
- Hans Richter* (1876–1955), tabelião
- Ferdinand Sauerbruch* (1875–1951), cirurgião
- Agnes Sorma* Gräfin Minotto (1865–1927), atriz
- Fritz Springer, publicista (1850–1944), sepultura da família
- Otto Stahn, arquiteto
- Paul Straßmann* (1866–1938), ginecologista e sua filha Antonie Straßmann
- Hugo Vogel* (1855–1934), pintor
- Paul Wenzel*, Wohltäter, fundou o "Paul-Wenzel-Heim" e outras creches

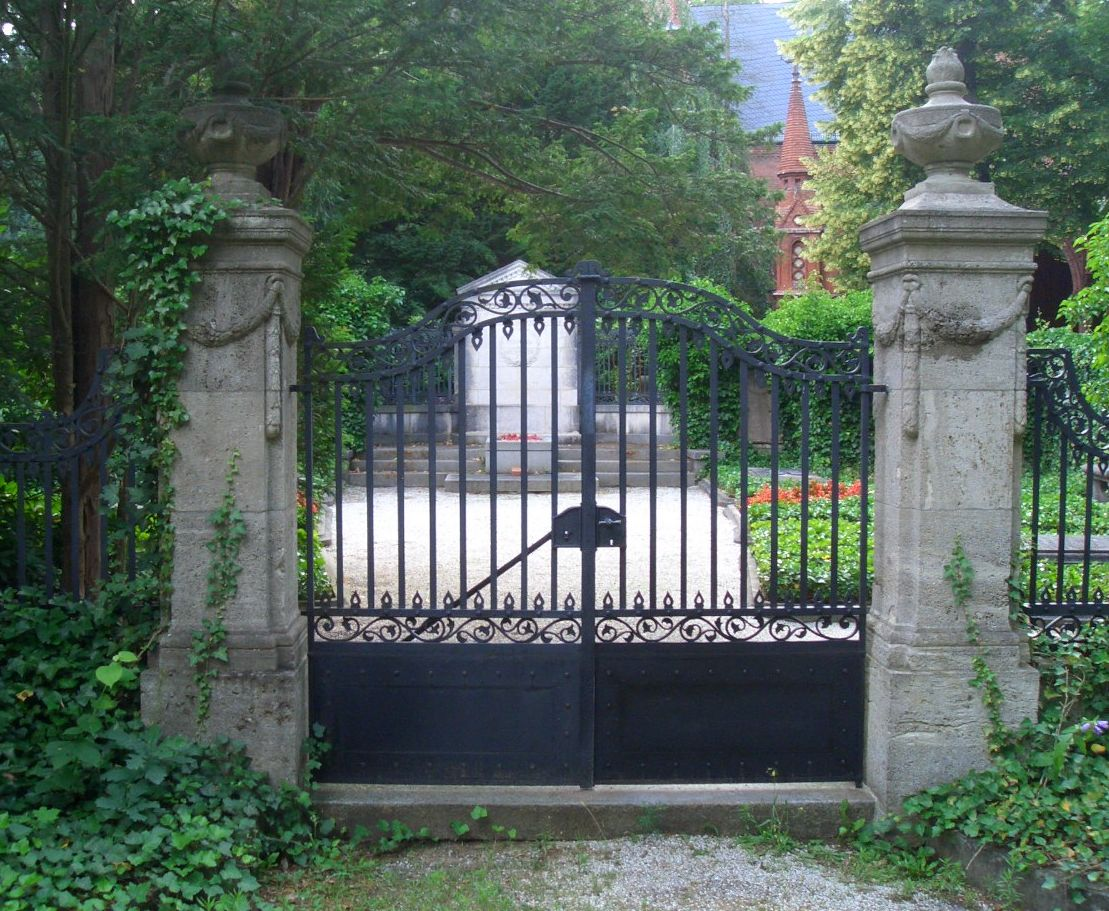
Pequeno cemitério privado da família de Hermann von Helmholtz
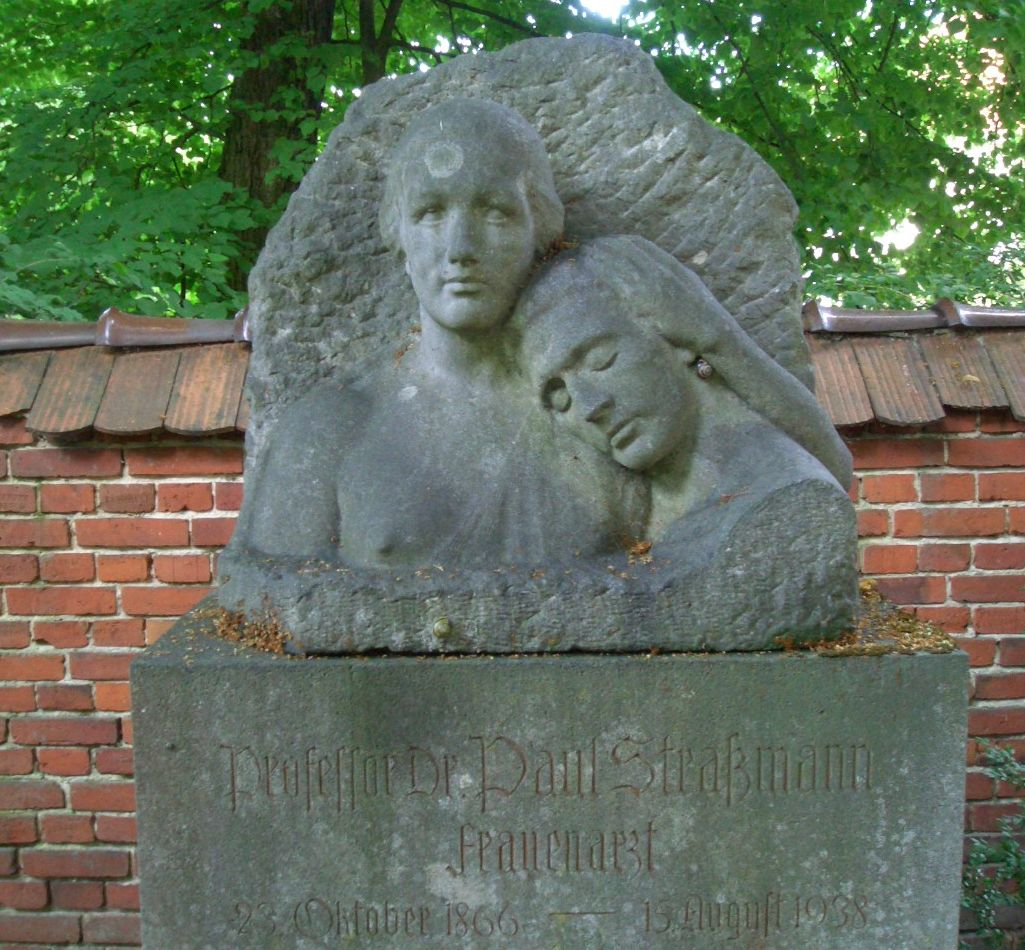
Escultura de Adele Paasch para Paul Straßmann
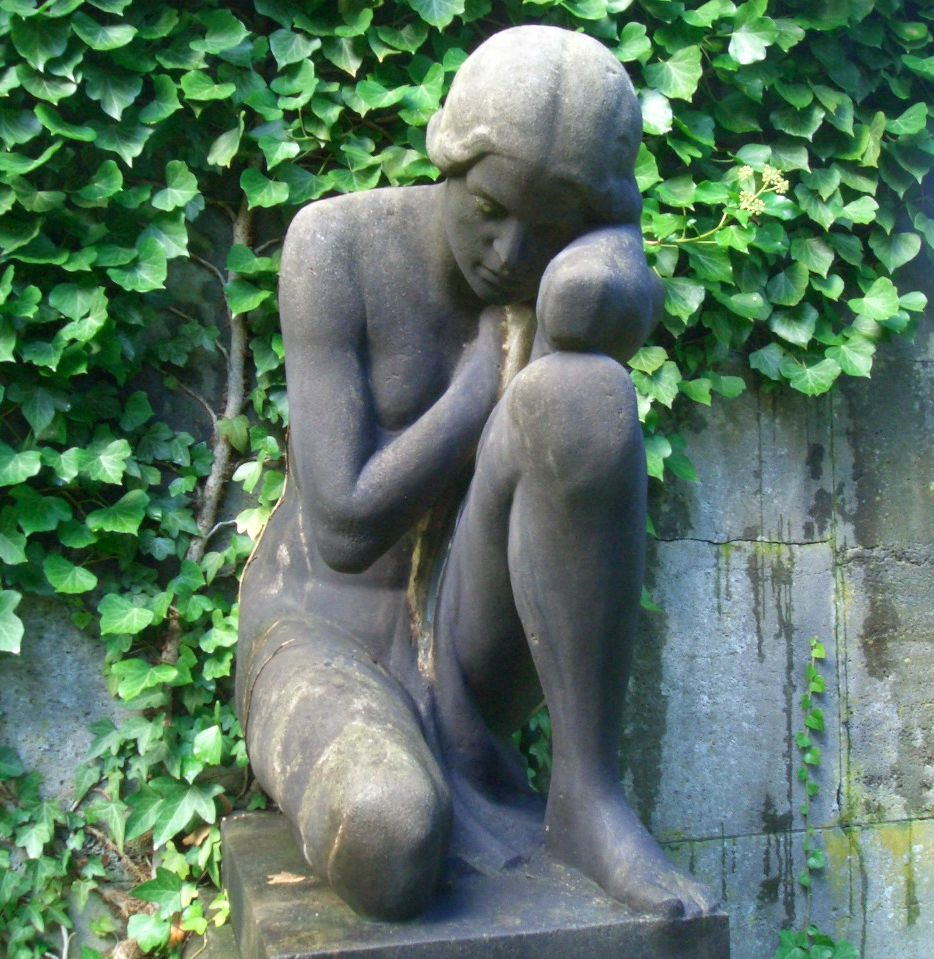
Trauernde von Max Frick für das Familiengrab Otto Stahn